# Карачунівка
Карачу́нівка — село у Криворізькому районі Дніпропетровської області. Адміністративний центр Чкаловської сільської ради. Населення — 666 мешканців.

## Географія
Карачунівка розташована у західній частині області на правому березі річки Інгулець в місці початку Карачунівського водосховища, вище за течією на відстані 1,5 км розташоване село Лозуватка, нижче за течією на відстані 2 км розташоване село Інгулець на протилежному березі - село Лозуватка. Через село проходить автошлях Н23.

## Історія
Село виникло 1936 року, коли правобережну частину села Лозуватка було виділено в окремий населений пункт.
19 вересня 2024 року Верховна Рада підтримала перейменування села Чкаловка на Карачунівка. 26 вересня 2024 року перейменування набуло чинності.

## Населення

### Мова
Розподіл населення за рідною мовою за даними перепису 2001 року:
| Мова            | Кількість | Відсоток |
| --------------- | --------- | -------- |
| українська      | 622       | 93.39%   |
| російська       | 42        | 6.31%    |
| інші/не вказали | 2         | 0.30%    |
| Усього          | 666       | 100%     |

## Сучасність
У Карачунівці діє два сільськогосподарських підприємства, є дошкільний навчальний заклад, ФАП, будинок культури, бібліотека.